# Medalla Johnny Warren
2La Medalla Johnny Warren (en inglés, Johnny Warren Medal) es un premio futbolístico que se otorga al mejor jugador de la liga australiana de fútbol (A-League). Se entregó por primera vez en 1989 como galardón de la extinta National Soccer League y se mantuvo con la creación del campeonato actual en 2004.
Debe su nombre a Johnny Warren, exjugador que formó parte de la selección australiana en la Copa Mundial de 1974 y fue uno de los mayores impulsores del fútbol en ese país.

## Lista de ganadores

### National Soccer League

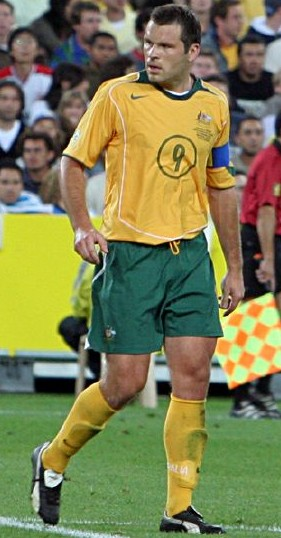
Mark Viduka ganó dos medallas en 1994 y 1995.

La National Soccer League fue la máxima división de fútbol en Australia desde 1977 hasta 2004.
| Temporada | Jugador            | Equipo            |
| --------- | ------------------ | ----------------- |
| 1989-90   | Željko Adžić       | Melbourne Knights |
| 1990-91   | Milan Ivanovic     | Adelaide City     |
| 1991-92   | Josip Biskic       | Melbourne Knights |
| 1992-93   | Paul Trimboli      | South Melbourne   |
| 1993-94   | Mark Viduka        | Melbourne Knights |
| 1994-95   | Mark Viduka        | Melbourne Knights |
| 1995-96   | Damian Mori        | Adelaide City     |
| 1996-97   | Kresimir Marusic   | Sydney United     |
| 1997-98   | Paul Trimboli      | South Melbourne   |
| 1998-99   | Brad Maloney       | Marconi Stallions |
| 1999-00   | Scott Chipperfield | Wollongong Wolves |
| 2000-01   | Scott Chipperfield | Wollongong Wolves |
| 2001-02   | Fernando Rech      | Brisbane Strikers |
| 2002-03   | Damian Mori        | Perth Glory       |
| 2003-04   | Ante Milicic       | Parramatta Power  |

### A-League
Con la creación de la A-League en 2004, se mantuvo el premio Johnny Warren.

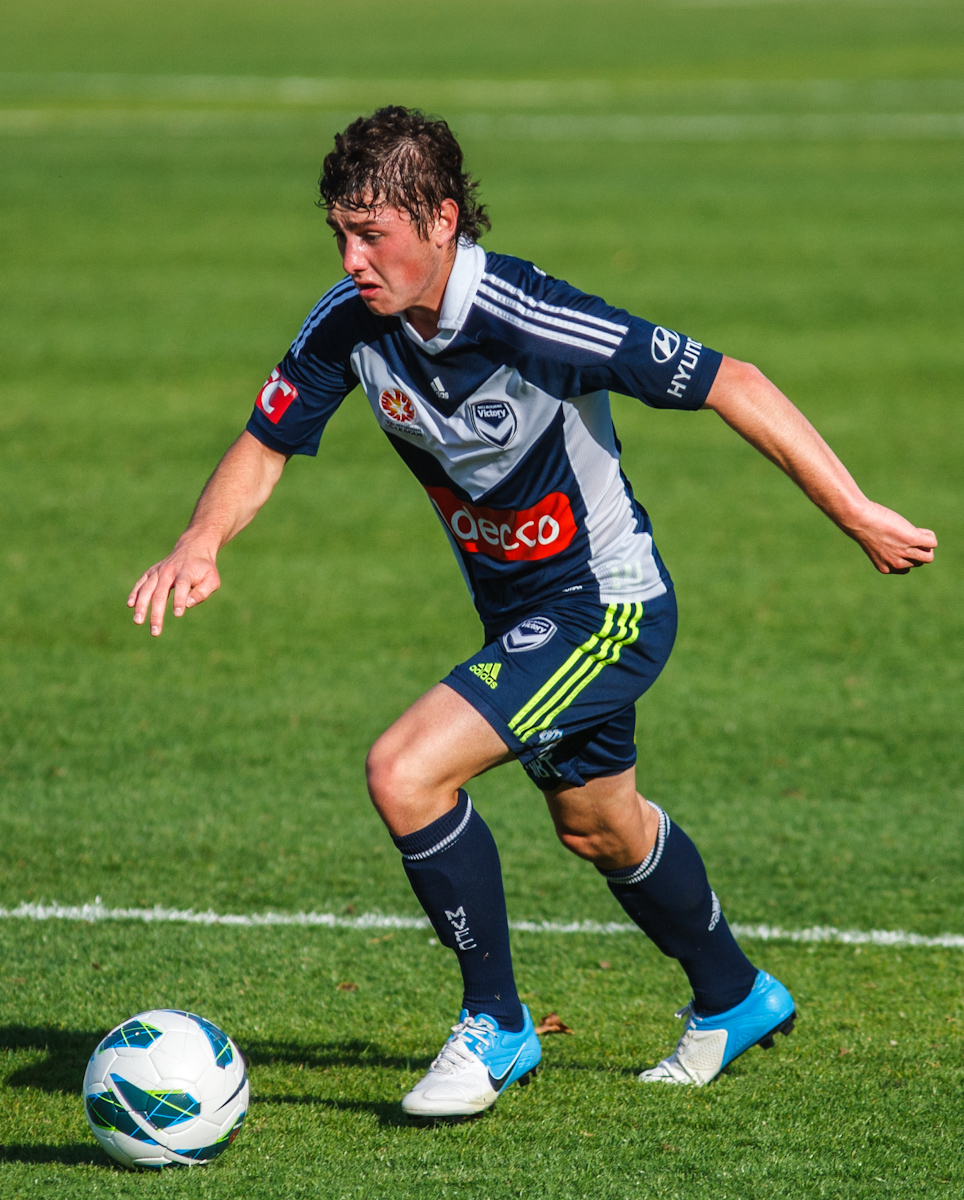
Marco Rojas ganó la medalla de la temporada 2012-13.

| Temporada | Jugador             | Equipo                   |
| --------- | ------------------- | ------------------------ |
| 2005-06   | Bobby Despotovski   | Perth Glory              |
| 2006-07   | Nick Carle          | Newcastle Jets           |
| 2007-08   | Joel Griffiths      | Newcastle Jets           |
| 2008-09   | Shane Smeltz        | Wellington Phoenix       |
| 2009-10   | Carlos Hernández    | Melbourne Victory        |
| 2010-11   | Marcos Flores       | Adelaide United          |
| 2011-12   | Thomas Broich       | Brisbane Roar            |
| 2012-13   | Marco Rojas         | Melbourne Victory        |
| 2013-14   | Thomas Broich       | Brisbane Roar            |
| 2014-15   | Nathan Burns        | Wellington Phoenix       |
| 2015-16   | Diego Castro        | Perth Glory              |
| 2016-17   | Miloš Ninković      | Sydney FC                |
| 2017-18   | Adrian Mierzejewski | Sydney FC                |
| 2018-19   | Roy Krishna         | Wellington Phoenix       |
| 2019-20   | Alessandro Diamanti | Western United           |
| 2020–21   | Ulises Dávila       | Wellington Phoenix       |
| 2020–21   | Miloš Ninković      | Sydney FC                |
| 2021–22   | Jake Brimmer        | Melbourne Victory        |
| 2022–23   | Craig Goodwin       | Adelaide United          |
| 2023–24   | Josh Nisbet         | Central Coast Mariners   |
| 2024–25   | Nicolas Milanovic   | Western Sydney Wanderers |